# Gigantofis
Gigantophis garstini (olbrzymi wąż Garstina) – gatunek prehistorycznego węża zaliczany do rodziny Madtsoiidae (o niepewnej pozycji systematycznej), jedyny przedstawiciel rodzaju Gigantophis; być może jeden z największych gatunków węży w historii. Prawdopodobnie, jak współczesne węże dusiciele, posiadał w pobliżu kloaki parę niewielkich „ostróg”, przekształconych kości udowych połączonych z resztkami bioder, będących pozostałościami kończyn tylnych. Gigantophis żył 40-38 milionów lat temu w eocenie na terytorium dzisiejszego Egiptu i Algierii.
Gatunek jest znany tylko z małej liczby skamieniałości. Mógł polować na bazalne trąbowce, wielkości świni przodków dzisiejszych słoni. Nazwa Gigantophis jest jak najbardziej odpowiednia, bowiem wszystkie znalezione kręgi tego węża są większe od największego kręgu anakondy. Gigantophis był ogromnym wężem, a zatem najprawdopodobniej lubił spore ofiary. Podczas łowów polegał zapewne na chemorecepcji węchu, ponieważ duże zwierzęta łatwiej wywęszyć niż małe.
Znawca węży Jason Head z Smithsonian Institution w Waszyngtonie porównał skamieniały kręg Gigantophis z kręgami największych współczesnych węży, i wywnioskował, że wymarły wąż mógł osiągnąć od 9,3 do 10,7 metrów długości. Jeśli osiągał długość 10,7 m, to był dłuższy od swoich największych współczesnych krewnych o ponad 10%.